# Maggie Laubser
Maria Magdalena Laubser, cunoscută sub numele de Maggie Laubser (n. 14 aprilie 1886, Malmesbury, Provincia Western Cape, Africa de Sud – d. 17 mai 1973, City of Cape Town⁠(d), Provincia Western Cape, Africa de Sud) a fost o pictoriță și graficiană sud-africană. Împreună cu Irma Stern, a fost considerată a fi precursor al expresionismului în Africa de Sud. Opera ei a fost inițial ignorată de către critica de artă, dar cu timpul a dobândit o largă acceptare, iar acum ea este considerată un artist exemplar, reprezentativ, pentru arta din Africa de Sud.

## Viața timpurie și educația
Maria Magdalena Laubser s-a născut la ferma de cereale Bloublommetjieskloof, aproape de Malmesbury în Swartland⁠(d), o regiune agricolă fertilă a Africii de Sud. Era cea mai mare dintre cei șase copii ai lui Gerhardus Petrus Christiaan Laubser și al Johannei Catharina Laubser (născută Holm). Tinerețea lui Laubser a fost dominată de rural și pastoral și ea s-a delectat cu această existență lipsită de griji.

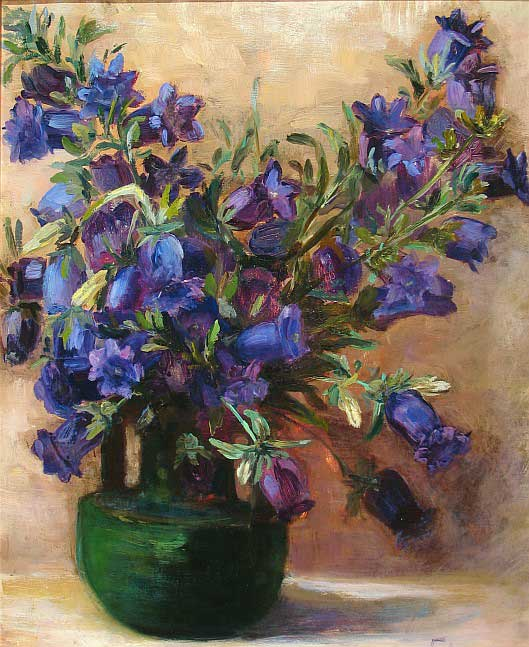
Natură moartă: flori într-o vază (1909-1913), ulei pe pânză, 520 x 420 mm, colecția de artă Sanlam

După ce a învățat la școala rurală Rocklands, a plecat la o școală cu internat, Bloemhof Seminar din Stellenbosch, unde a primit o introducere în arta desenului. S-a întors la fermă în 1901, și în timpul unei vizite la Cape Town a întâlnit-o pe Beatrice Hazel, o pictoriță realist-romantică, care i-a prezentat-o lui Edward Roworth⁠(d), dând un impuls dorinței ei de a studia pictura.
În 1903, și-a convins părinții să o lase să meargă la Cape Town o dată pe săptămână pentru a lua lecții de canto. Dificultatea de a călători și opinia mama despre vocea ei de mezzo-soprană au descurajat-o, dar acum a început ea să picteze pe cont propriu.
A studiat pictura cu Roworth la Cape Town timp de două luni în anul 1903, timp în care a primit o medalie de argint pentru activitatea ei. Prin 1907, a devenit suficient de competentă pentru a fi aleasă în Societatea Sud-Africană a Artiștilor (SASA) și, în 1909, operele ei au fost incluse în expoziția anuală a SASA și la Asociația pentru Arte Plastice din Cape Town. Până în 1910, a avut propriul studio în Strand Street⁠(d), Cape Town.
În timpul unei vizite efectuate în 1912 la nepotul ei, Gert Coetzee, la Pretoria, s-a angajată ca guvernantă la o fermă deținută de familia Wolmarans în districtul Ermelo din Transvaal, unde a dat și lecții de artă și broderie. În timpul vacanței petrecute la Durban cu o prietenă, Sophie Fisher, s-a împrietenit cu Jan Hendrik Arnold Balwé (Consulul Țărilor de Jos în Durban între 1903-1913), patronul unei companii de transporturi navale care s-a oferit să finanțeze studiile în străinătate ale ei și ale surorii ei, Hannah.

### Olanda și Anglia
Laubser și sora ei au plecat în Europa la 4 octombrie 1913, trăind la început într-o colonie de artiști din Laren, Noord-Holland într-o zonă numită Gooi⁠(d). Ea i-a cunoscut pe pianista Ita Mees și pe scriitorul și poetul Frederik van Eeden⁠(d). S-a împrietenit și cu pictorii Laura Knight⁠(d) și Frans Langeveld. În ultimii ani ai vieții sale, Anton Mauve⁠(d) (1838 – 1888), care a avut o influență importantă asupra lui Vincent van Gogh, trăise în Laren. Maggie a lucrat în studioul pe care el îl înființase acolo.
La izbucnirea Primului Război Mondial, a mers la Londra. La început a locuit în Huntingdonshire și apoi, în octombrie 1914, s-a mutat la un hotel din Londra și s-a înscris la Slade School of Fine Art⁠(d) între octombrie 1914 și martie 1919. Henry Tonks⁠(d), Walter Westley Russell⁠(d) și Ambrose McEvoy⁠(d) a învățat-o desen, în timp ce Philip Wilson Steer⁠(d) i-a ținut cursuri de pictură. Se pare că ea nu a pictat niciodată cât a fost la Slade, concentrându-și eforturile asupra desenului de portrete și crochiurilor⁠(d). Maggie a revenit în Africa de Sud, pentru scurt timp, în 1915, pentru a vizita noua fermă a familiei de la Oortmanspost, lângă Klipheuwel în Provincia Capului⁠(d) și din nou, în martie 1919, după terminarea studiilor.

## Începutul carierei și călătoriile

### Belgia, din iunie 1919 până în septembrie 1920
Ea a plecat la 6 iunie 1919 din Londra în Belgia, unde a stat la Anvers și la Vila Chenes din Nachtigalen Lei, Schoten. S-a împrietenit cu Arnold Balwé, fiul clientului ei, care era student la Academie⁠(d). Este posibil ca ea să-l fi însoțit pe Balwé ca un studentă ocazională, așa cum sugerează de o serie de schițe de nuduri realizate în această perioadă. Există și unele dovezi că ar fi luat în contact cu arta lui Muri Brücke și Der Blaue Reiter în timpul șederii la München, în 1919.

### Italia, octombrie 1920-August 1921

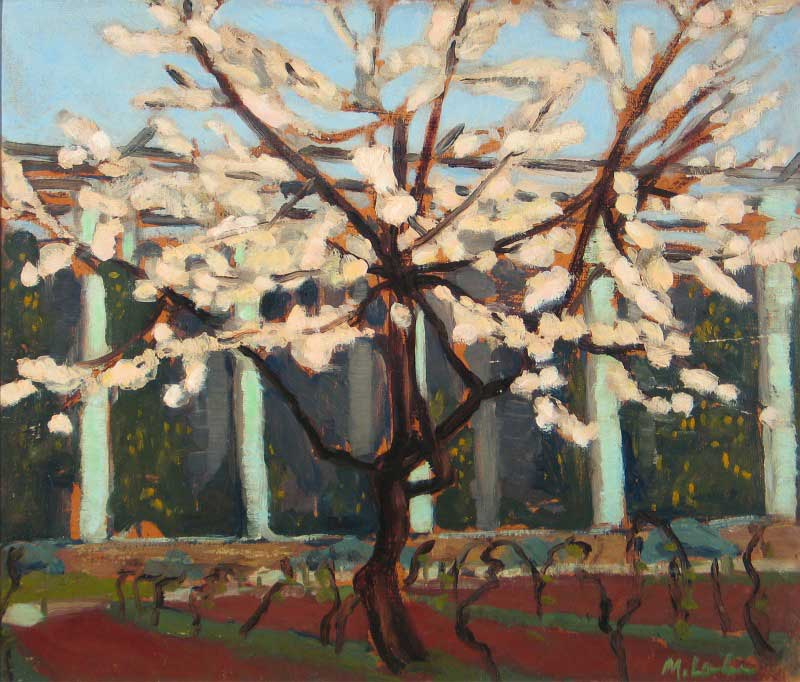
Copac înflorit cu flori roz, (1920-1921), ulei pe carton, 340 x 400 mm, colecția de artă Sanlam

Ea a călătorit cu Balwé în Italia în august/septembrie 1920 locuind și lucrând în Torri del Benaco și San Vigilio pe Lacul Garda. În acest timp, cei doi au fost susținuți financiar de către tatăl lui Balwé, ceea ce le-a dat libertatea de a lucra la picturi pentru posibile expoziții, în loc să încerce să le vândă. Un număr mare de lucrări semnate și datate în această perioadă par să susțină această ipoteză.
J. H. A. Balwé fusese bolnav spre sfârșitul lui 1920, iar Arnold Balwé și Maggie l-au însoțit la Bad Kissingen în mijlocul lui aprilie 1921, unde a murit în luna aprilie sau mai a anului respectiv. După moartea lui Balwé, Laubser a ajuns la Veneția, unde a vizitat Palatul Dogilor (iunie/iulie 1921), apoi la Milano și, pe 18 august 1921, înapoi în Germania. La 19 septembrie 1921 a ajuns în Cape Town pe un vapor al liniei Union-Castle⁠(d).

### Germania, din noiembrie 1922 până în noiembrie 1924

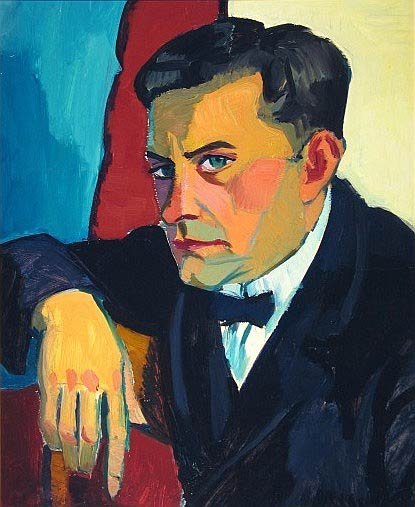
Portret de bărbat, Berlin, (circa 1923), ulei pe scândură, 595 x 475 mm

Laubser a primit o viză de la Consulatul German din Cape Town, la 16 noiembrie 1922 și s-a mutat pe Kurfürstendamm⁠(d) 40, la Berlin până la 1 ianuarie 1923. Adresa ei se pare că s-a schimbat la Kurfürstendamm 43, Berlin, în 23 ianuarie 1923. Ea a căutat-o pe Irma Stern și împreună au mers într-o excursie la Marea Baltică la Ahrenshoop pentru trei săptămâni, în iulie 1923. După excursii în Weimar și Bavaria și o altă schimbare de adresă la Kalckreuthstrasse 5, unde a locuit cu o anume Fräulein Finck în Von der Heydt Strasse 1, la sud de Tiergarten⁠(d), locuință pe care a obținut-o cu ajutorul prietenei ei, Kate Mädler, s-a stabilit în viața culturală a Berlinului. Ea a întâlnit acolo membri ai corpului diplomatic, a pictat portrete și a participat la concerte de muzică. S-a împrietenit cu pianiștii Wilhelm Busch și Otto Glore.
La Berlin, între 1922 și 1924, care a luat contact cu expresionismul german și a fost încurajată de Karl Schmidt-Rottluff. I-au fost disponibile lucrări ale lui Emil Nolde, Max Pechstein, Franz Marc și Erich Waske ei și i-au clarificat ambitiile. Ea i-a remarcat pe Franz Marc de la Der Blaue Reiter și pe Nolde, Schmidt-Rottluff și Pechstein de la Die Brücke ca semnificativi pentru personalitatea ei, deși ea a susținut că nu a fost influențată de ei. Cât de mult au influențat-o este evident în faptul că ea a ajuns cel mai aproape de stilul expresionist german în acești ani, în care a produs o serie de zece litografii, numite Visionen.
La 14 august 1924, a aranjat cu Allison Bros., Londra să-și trimită picturile în Africa de Sud.

## Debutul în Africa de Sud și opiniile criticilor

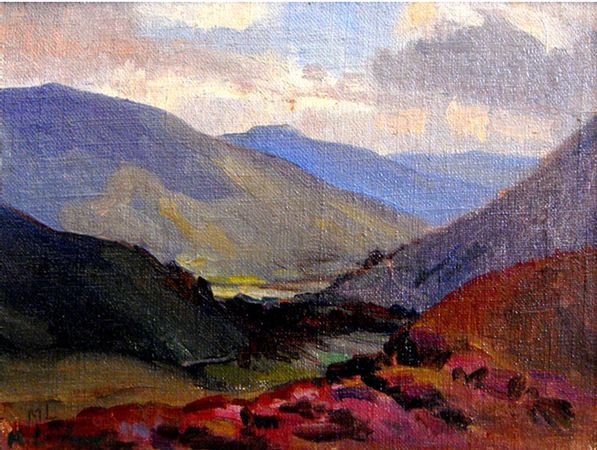
Bloublommetjieskloof, ulei pe pânză întinsă pe scândură, 270 x 365 mm

În noiembrie 1924, Laubser a revenit în Africa de Sud și s-a stabilit la Oortmanspost, ferma familiei. Ea l-a întâlnit pe sculptorul Moses Kottler⁠(d) și pe caricaturistul Daniël Cornelis Boonzaier⁠(d), care a prezentat-o fiului lui, Gregoire⁠(d), membru fondator al Noului Grup⁠(d), și și-a reînnoit prietenia cu pictorițele Ruth Prowse și Nita Spilhaus. A fost invitată să expună în Cape Town, și a fost crunt dezamăgită. Operele ei, ca și cele ale Irmei Stern, au primit critici acerbe, mai ales de la Bernard Lewis⁠(d) de la Die Burger⁠(d) și Cape Times⁠(d), care chiar și în 1931 putea scrie despre operele ei dintr-o expoziție de grup: 
„Există vreo ființă umană normală, sănătoasă la cap în toată Africa de Sud care să poată aprecia ca lucrare de artă, care să poată privi ca pe o pictură... pe cea trimisă de Maggie Laubser?" —Bernard Lewis”
În aprilie 1929, ea i-a cunoscut pe P. Serton și pe soția lui, precum și pe A. C. Celliers și pe Koos Botha, care au încurajat-o să țină o expoziție individuală. Prima ei expoziție personală a avut loc în Stellenbosch, cu sprijinul lui A. C. Zundel și Con de Villiers. În acest timp, ea l-a cunoscut și pe Martin du Toit⁠(d), care avea să-i devină un susținător fervent, organizându-i prima expoziție în Transvaal, în 1931.

## Empire Exhibition, Johannesburg, 1936
La 3 mai 1936, tatăl lui Laubser a murit, lăsându-i ferma fratelui ei, și lăsându-i mamei ei un fond fiduciar. Laubser urma să moștenească fondul la moartea mamei ei pe 20 noiembrie 1936. Deși a fost tratat cu asprime de către presă, Laubser a fost aleasă în comitetul de selecție al prestigioasei British Empire Exhibition⁠(d), al cărei organizator era M. L. du Toit, părinții nemai trăind să vadă această recunoaștere a talentului ei.
Empire Exhibition era o expoziție cvadrienală, care în 1936⁠(d) s-a ținut în Milner Park din Johannesburg, și era reprezentativă pentru tot ce putea oferi mai bun Africa de Sud. Aici, Laubser s-a familiarizat cu Alexis Preller⁠(d), care avea să atragă furia criticilor pentru operele sale din prima expoziție a Noului Grup, la 4 mai 1938. Maggie Laubser avea și ea să facă perte din Noul Grup, și să participe cu lucrări la expoziția din 1938.

## Ultimii ani și posteritatea

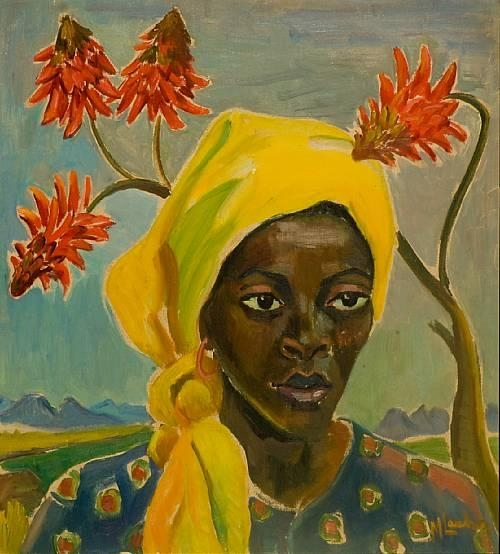
Annie din Bafokengul Regal, 1945, ulei pe pânză pe scândură, 500 x 450 mm

Maggie Laubser a fost activă încă din anul 1900 și a continuat neîntrerupt până la moartea ei în 1973. Catalogul rezonat⁠(d) compilat de către Dalene Marais conține 1784 de lucrări individuale. Stilul ei predominant de lucru este, în general, acceptat de mulți autori ca expresionist, dar acționează și elemente identificabile de fovism, precum și pastoralism⁠(d) care dezminte prototipurile expresioniste germane la care fusese expusă Maggie.
După moartea părinților, s-a stabilit în Cape Town în 1937, având un studio în Drie Ankerbaai. În 1942, s-a mutat la Strand. Ea și-a construit o casă acolo, numită Altyd Lig („Veșnic Luminoasa”), în 1947. La 28 mai 1946, prof. dr. P. J. Nienaber a anunțat că Loubser va primi medalia onorifică a Academiei de Arte și Științe. În anul 1947, a primit premiul Oscar pentru pictură din partea ziarului Die Vaderland. În 1948, a fost invitată să fie membră a Academiei de Arte și Științe a Africii de Sud, împreună cu poeta Elisabeth Eybers. Ea a continuat să picteze să-și dezvolte stilul, iar în 1959 a fost făcută membru de onoare al Academiei de Arte și Științe. Asociația Sud-Africană de Arte onorat-o cu o medalie în 1968, prezentată de prof. dr. A. L. Meiring.
Galeria Națională Sud-Africană⁠(d) și Muzeul de Artă din Pretoria⁠(d) au găzduit împreună o importantă expoziție retrospectivă a lucrărilor lui Laubser în 1969. Acesta a fost urmată în 1987 de o retrospectivă a lucrărilor ei mai vechi, din nou la Galeria Națională Sud-Africană, care a ținut de la 2 decembrie 1987 la 31 ianuarie 1988.
Maggie Laubser a murit pe 17 mai 1973 la Altyd Lig. Avea o pânză neterminată pe șevalet.

## Colecții importante
Operele lui Maggie Laubser sunt incluse într-o serie de colecții importante:
- Galeria Națională Sud-Africană⁠(d), Cape Town
- Galeria de Artă din Johannesburg⁠(d)
- Muzeul de Artă din Pretoria⁠(d)
- Galeria de Artă din Durban
- Galeria A. C. White, Bloemfontein
- Muzeul De Artă Hester Rupert, Graaff-Reinet
- Muzeul Rupert Arhivat în 1 aprilie 2012, la Wayback Machine., Stellenbosch
- Galeria de Artă William Humphreys⁠(d), Kimberley
- Colecție de artă Sanlam, Cape Town